# Nola
Nola es un municipio italiano localizado en la ciudad metropolitana de Nápoles, región de Campania. Tiene 34.139 habitantes en 39,19 km². Está situada en la llanura entre el monte Vesubio y los Apeninos, a unos 20 km de Capua.
El municipio de Nola contiene las frazioni (subdivisiones) de Piazzolla di Nola y Polvica di Nola. Limita con Acerra, Camposano, Casamarciano, Cicciano, Cimitile, Liveri, Marigliano, Ottaviano, Palma Campania, Roccarainola, San Gennaro Vesuviano, San Paolo Bel Sito, San Vitaliano, Saviano, Scisciano, Somma Vesuviana, Visciano, en la Ciudad metropolitana de Nápoles, y con  San Felice a Cancello, en Provincia de Caserta. 
Está enlazada por tren de cercanías desde Nápoles a Baiano.

## Historia

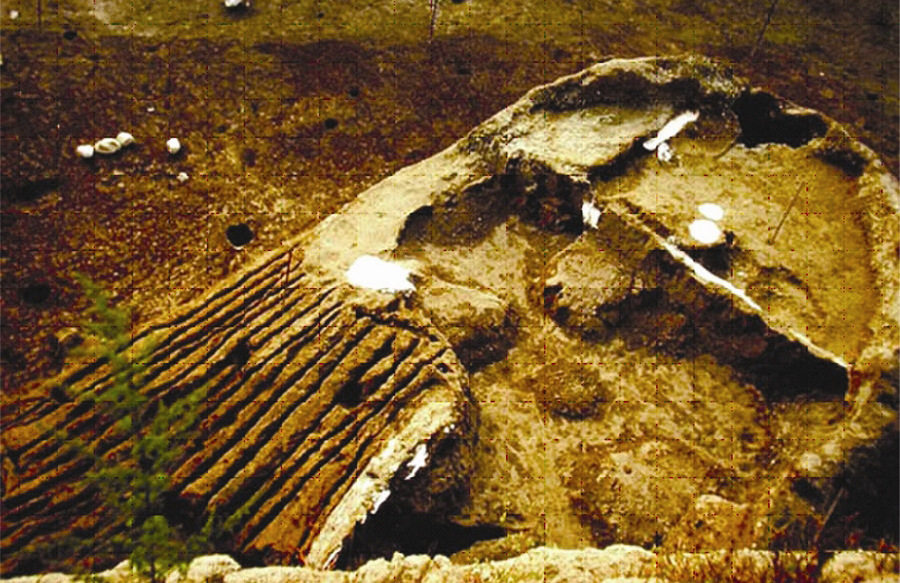
Asentamiento nolano de la Edad del Bronce.

Nola, en la Edad del Bronce, fue el lugar de un asentamiento que ha proporcionado la evidencia del poder destructivo de una erupción del monte Vesubio, entre el 1700 a. C. y el 1600 a. C. (la erupción Avellino), más de 1700 años antes de la erupción que sepultó a las ciudades romanas de Pompeya y Herculano (en el año 79). Las excavaciones han revelado la evidencia de un pequeño pueblo abandonado rápidamente por sus ocupantes en la época de la erupción, con el descubrimiento una amplia gama de cerámicas y otros artefactos, donde se aprecia la impresión en el barro de edificios durante la erupción. Un breve artículo  publicado por el Archaeological Institute of America lo describe.
Fue probablemente una ciudad de los ausonios (así lo indica Hecateo de Mileto) y después fue colonizada por Cumas. Según Marco Juniano Justino fue colonia calcídica igual que la vecina Abella, pero como Cumas era una colonia de Calcis, probablemente se refiere a eso y no a que directamente fuese colonia de Calcis.
En torno al 471 a. C., según el historiador Veleyo Patérculo, se establecieron allí los etruscos al mismo tiempo que en Capua, a pesar de que la ciudad ya debía existir mucho antes; como la mayoría de Campania pasó a los samnitas, en circunstancias desconocidas, hacia el 440 a. C.
En la época de la primera guerra de los samnitas con los romanos, ocupaba la ciudad un pueblo osco estrechamente aliado con los samnitas, que se hacían llamar campanios, probablemente una rama de los samnitas.

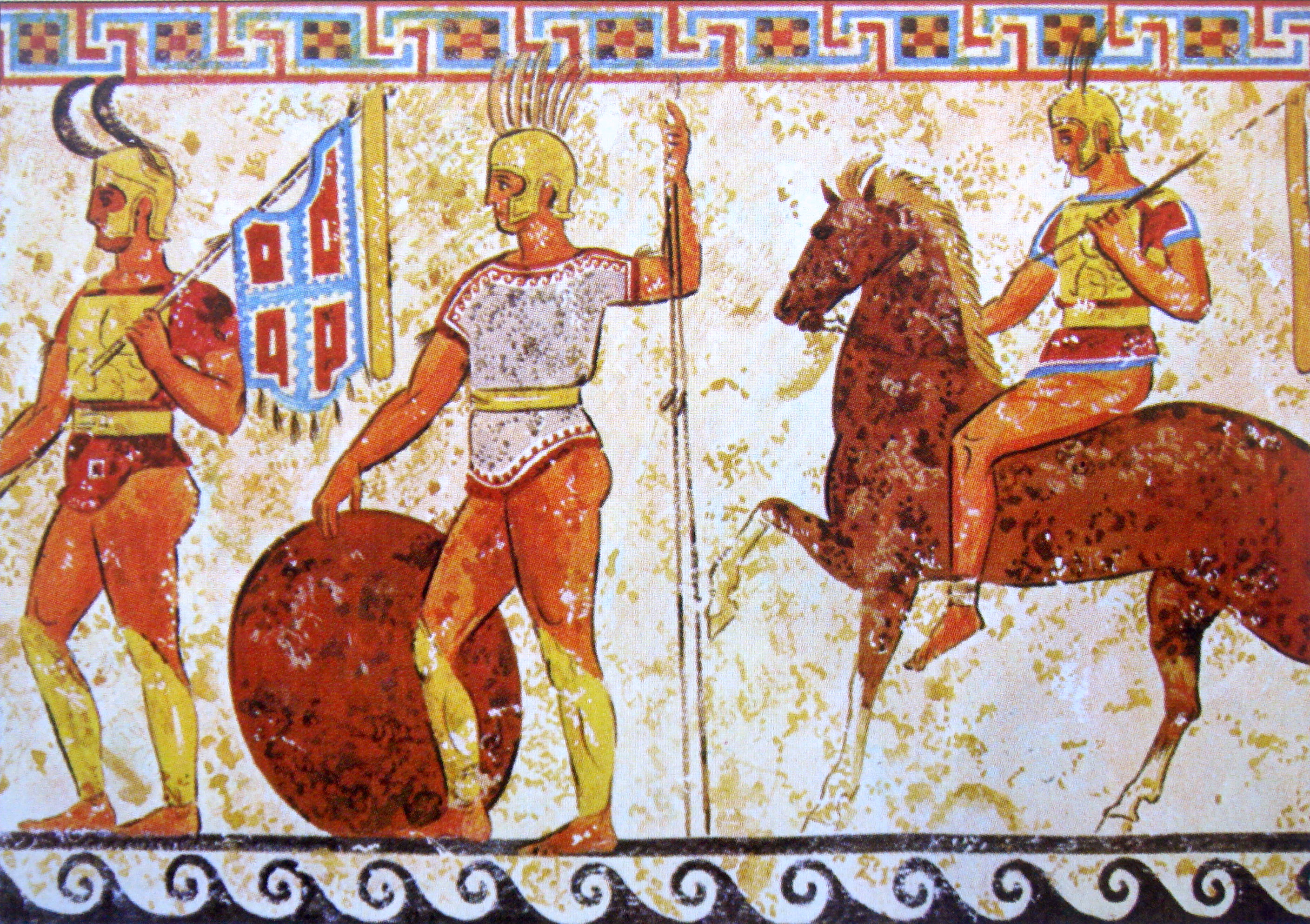
Soldados Samnitas, decoración pictórica de una tumba nolana, a. C.

La primera aparición segura de Nola en la historia es en 328 a. C., justo antes de la segunda guerra samnita, cuando Roma inició la guerra contra las ciudades griegas de Palaepolis y Neapolis y Nola les envió un ejército de 2000 soldados como ayuda y los samnitas les enviaron 4000. Pero cuando fue evidente que las ciudades se someterían a Roma, el contingente de Nola se retiró. Roma no olvidó este hecho y en 313 a. C., asedió la ciudad y la ocupó con cierta facilidad. Parece que con el tratado de paz subsiguiente obtuvo el estatus de ciudad aliada o federada.
No se vuelven a tener noticias de Nola hasta la segunda guerra púnica, cuando destacó por su fidelidad a Roma y por resistir a las fuerzas de Aníbal que habían ocupado Capua en el 216 a. C. y pretendían apoderarse también de Nola con el partido favorable a ellos e le interior de la ciudad. Aníbal se presentó cerca de la ciudad, donde la población en general era favorable a los cartagineses, pero la nobleza y el senado local permanecían fieles a la alianza romana y recibieron a un contingente romano dirigida por Marco Claudio Marcelo. Aníbal se vio obligado a retirarse y después de la conquista de Nuceria regresó y asedió Nola hasta que Marcelo mediante una inesperada salida cargó contra los cartagineses y les infligió considerables pérdidas, lo que provocó que se retiraran. Apenas fue una escaramuza, pero fue presentada en el bando romano como una gran batalla para aumentar su moral.
Aníbal atacó a Nola otra vez en el 215 a. C., pero una vez más, durante el asedio, una salida de Marcelo desorganizó a los atacantes, que al final desistieron. Los cartagineses lo volvieron a intentar en el 214 a. C. con el mismo resultado.
Al estallar la guerra Social en el 90 a. C., la ciudad tenía una guarnición romana de 2000 hombres dirigida por el pretor L. Postumio, pero la ciudad se entregó al líder samnita C. Papius, y se convirtió en una fortaleza de los confederados italianos en esta parte de Italia.
Allí se refugiaron los restos del ejército de L. Cluentius, después de su derrota ante Sila. Después de la paz que acordaron la mayoría de los confederados, Nola mantuvo la revuelta y un ejército romano la sometió a un asedio y, mientras tanto, estalló la lucha entre Cayo Mario y Sila. Los samnitas, que defendían Nola, estuvieron en el bando de Mario y de Cinna. Sila tras la victoria final dominó la ciudad. Sila castigó severamente a Nola como hizo con otras ciudades. El territorio más fértil lo entregó a sus soldados y acabó siendo una colonia; los antiguos habitantes fueron expulsados de la ciudad.
Los 70 000 esclavos rebeldes de Espartaco, durante el invierno de 73 a. C. sometieron a pillaje al territorio de Nola, y de las ciudades de Suesula y Calacia
Bajo Augusto recibió una segunda colonia, y una tercera bajo Vespasiano. En tiempos de Diocleciano una inscripción la menciona como Colonia Felix Augusta Nolana.

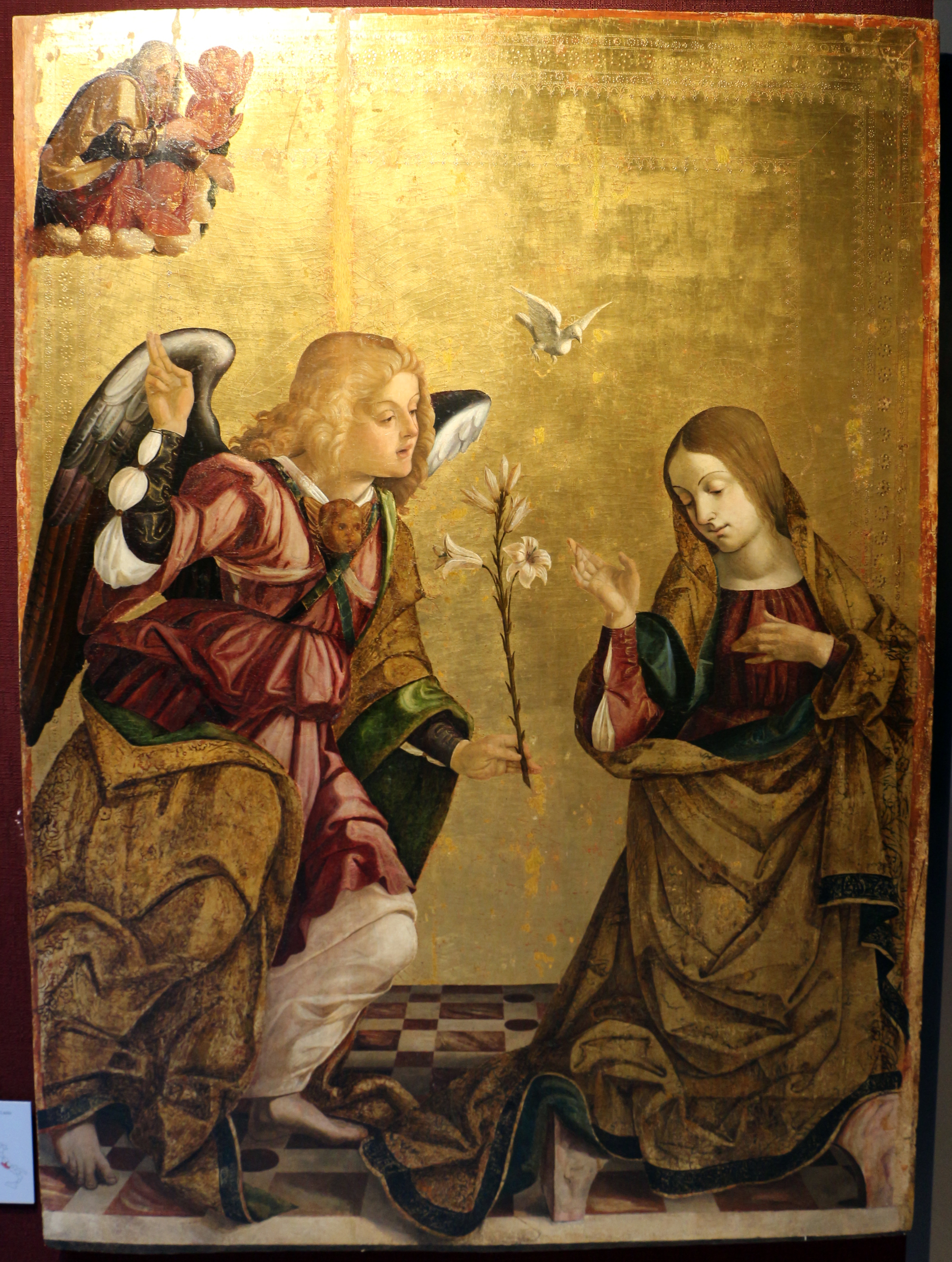
Cristoforo Scacco, Anunciación, Museo Diocesano de Nola.

Augusto murió en Nola cuando regresaba de Beneventum, acompañado de Tiberio, el 19 de agosto del año 14. Desde Nola hasta Bovillae, una procesión fúnebre fue recibida por los senadores por allí donde pasaba.
Nola fue una ciudad importante durante el Imperio romano, sobre todo desde la época de Vespasiano y en el siglo IV fue sede episcopal.
En el 410 fue saqueada por el rey visigodo Alarico I (395-410) y en el 453 por el rey vándalo Genserico (428-477). En el 647 pasó al Ducado-Principado de Benevento y cuando este se dividió en 849, pasó al Principado de Salerno.
En los años 806 y 904, fue saqueada por los sarracenos y pasó a manos de los reyes de Sicilia bajo Manfredo (1258–1266) y sus sucesores (dinastía Hohenstaufen).
En 1269, fue donada en calidad de feudo a Guido de Montfort, y después, también como feudo a los Orsini, que la tuvieron en su poder hasta 1528, año en el que retornó al reino de Nápoles.
En 1459, se libró cerca de la ciudad la batalla de Nola en la que Juan de Anjou derrotó al rey Alfonso V de Aragón.
En el siglo XV había perdido importancia tras haber sido afectada por algunos terremotos.
En 1829, el general Guglielmo Pepe comenzó una revuelta democrática en Nola. En 1861 fue anexionada a Italia.

## Personajes famosos

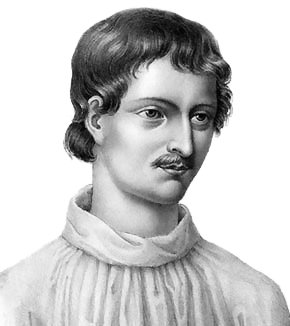
El filósofo nolano Giordano Bruno.

El 26 de junio tiene lugar en la ciudad un festival dedicado a san Paulino de Nola, nombrado obispo de la ciudad en el 409, a quien la tradición adjudica el haber implementado para convocar al culto cristiano las campanas de las iglesias. En latín se las designaba con el onomatopéyico nombre de "tintinábula" pero después de S. Paulino poco a poco (siglo VII) tomaron su nombre de la región de su origen cristiano: Campania.
También por S. Paulino conocemos detalles de la vida de otro distinguido hijo de esta ciudad, nacido aproximadamente en el 230: san Félix, quien abrazó el servicio apostólico desde muy joven y fue ordenado sacerdote por san Máximo, obispo de Nola. Ya de joven, al morir su adinerado padre, Félix había distribuido su herencia entre los pobres. Años después, fue designado sucesor de Máximo en el obispado, pero rechazó el nombramiento y vivió hasta avanzada edad, en medio de la pobreza y el servicio sacerdotal de los más necesitados. Murió un 14 de enero del año 313 (aproximadamente), día en que se conmemora su festividad.
En 1548, también nació aquí el librepensador Giordano Bruno.
Por último, es natural de Nola el escultor Giovanni Merliano, algunos de cuyos trabajos se conservan en la catedral.
Otros nolanos ilustres fueron:
- Ambrogio Leone (1457-1525), humanista
- Carlo Theti (1529-1589), arquitecto
- Vincenzo Petillo (1926-), empresario

## Tradiciones

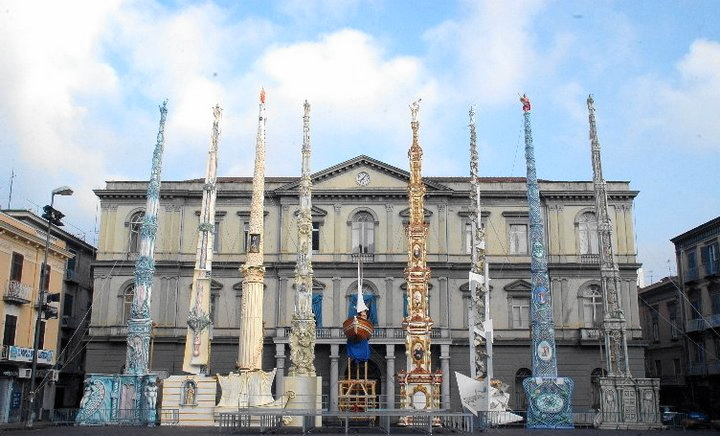
Los Gigli.

### Fiesta de losGigli
En el mes de junio se celebra la Festa dei Gigli, en honor del copatrón de la ciudad San Paulino. La fiesta se caracteriza por la procesión a través del casco antiguo de ocho obeliscos de madera de unos 25 metros de altura, los llamados Gigli, y de uno más pequeño, de unos 15 metros, llamado Barca, llevados sobre los hombros de más de cien hombres (cada grupo es dicho paranza).
La fiesta posee los títulos de "Patrimonio de Italia" y "Patrimonio Cultural Inmaterial de la Humanidad" de la Unesco.

### Fiesta de San Félix
Cada 15 de noviembre, Nola celebra su santo patrón, San Félix de Nola. Al santo, cuyo busto se hace desfilar el día anterior, se atribuye el "miracolo della manna" ("milagro del Maná"): el Santo Maná es un líquido parecido al rocío que fluye en un cáliz desde la muesca de la pared de la cripta donde se conservan los restos mortales de San Félix. Desde la antigüedad, los nolanos reciben de este evento auspicios sobre la abundancia de las cosechas y el bienestar de los ciudadanos (de hecho, se cree que el líquido favorece la cura de los enfermos).

## Demografía
| Gráfica de evolución demográfica de Nola entre 1861 y 2017 |
|                                                            |
| Fuente ISTAT                                               |